# Tannheim (Autriche)
Pour les articles homonymes, voir Tannheim.
Tannheim est une commune autrichienne du Tyrol.